# Masters de Canadá 1983
El Abierto de Canadá 1983 (también conocido como 1983 Player's Canadian Open por razones de patrocinio) fue un torneo de tenis jugado sobre pista dura. Fue la edición número 94 de este torneo. El torneo masculino formó parte del circuito ATP. La versión masculina se celebró entre el 8 de agosto y el 14 de agosto de 1983.

## Campeones

### Individuales masculinos
Ivan Lendl vence a  Anders Järryd, 6–2, 6–2.

### Dobles masculinos
Sandy Mayer /  Ferdi Taygan vencen a  Tim Gullikson /  Tom Gullikson, 6–3, 6–4.

### Individuales femeninos
Martina Navratilova vence a  Chris Evert-Lloyd, 6–4, 4–6, 6–1.

### Dobles femeninos
Anne Hobbs /  Andrea Jaeger vencen a  Rosalyn Fairbank /  Candy Reynolds, 6–4, 5–7, 7–5.
| Predecesor: Canadá 1982 | Masters de Canadá 1983 | Sucesor: Canadá 1984 |